# Hypena daria
Hypena daria är en fjärilsart som beskrevs av Swinhoe 1891. Hypena daria ingår i släktet Hypena och familjen nattflyn. Inga underarter finns listade i Catalogue of Life.